# George Kruis

a Compétitions nationales et continentales officielles uniquement.

b Matchs officiels uniquement.
Dernière mise à jour le 27 février 2025.
George Kruis, né le 22 février 1990 à Guildford (Angleterre), est un joueur international anglais de rugby à XV. Il évolue aux postes de deuxième ligne ou troisième ligne aile.

## Biographie

### Saracens et équipe d'Angleterre (2009-2020)
En 2013-2014, les Saracens se qualifient dans un premier temps en finale de la Coupe d'Europe. Pour cette rencontre face au RC Toulon, ils l'emportent 23 à 6,. Une semaine plus tard, les Sarries affrontent Northampton en finale du championnat. Les Saints s'imposent en toute fin de match 24 à 20 et les Saracens perdent leur seconde finale de la saison,. George Kruis ne participe à aucune de ces finales face à la concurrence à son poste venant de Steve Borthwick, Alistair Hargreaves ou encore Mouritz Botha.
En début de saison 2014-2015, il est sélectionné pour la première fois en équipe d'Angleterre pour participer aux tests internationaux d'automne 2014. Il connaît sa première cape le 8 novembre 2014 face à la Nouvelle-Zélande, lorsqu'il entre en jeu à la place de Courtney Lawes. Son équipe est battue 24-21. Il joue également les trois autres matchs en entrant à chaque fois à la place de Lawes ou Dave Attwood. Quelques mois plus tard, il est appelé pour le Tournoi des Six Nations 2015. Il joue les trois premiers matchs de la compétition en tant que titulaire, avant d'être remplacé par Courtney Lawes, de retour de blessure, pour la suite du tournoi. Les Anglais terminent deuxièmes derrière l'Irlande. Puis, avec les Saracens, George Kruis profite du départ à la retraite de Borthwick pour gagner du temps de jeu avec son club et joue 28 matchs toutes compétitions confondues dont 23 en tant que titulaire. Les Saracens atteignent la demi-finale de Coupe d'Europe durant laquelle ils sont éliminés par l'ASM Clermont. En championnat ils sont de nouveau finalistes et affrontent Bath. Kruis est titulaire en deuxième ligne aux côtés de Hargreaves, les siens s'imposent 28 à 16 et sont champions d'Angleterre pour la deuxième fois de leur histoire, après 2011,. En fin de saison, il prolonge son contrat avec les Saracens.
Durant l'intersaison, il est retenu par Stuart Lancaster, le sélectionneur anglais, dans le groupe final pour la Coupe du monde 2015. Il devance Dave Attwood avec qui il était en concurrence pour une place dans l'équipe. Durant ce mondial, il joue deux matchs de poule contre l'Australie et l'Uruguay. L'Angleterre termine à la troisième place de sa poule et est donc éliminée de la compétition.
À l'issue de la saison 2015-2016, il est nommé dans l'équipe type de Premiership.
Durant la saison 2018-2019, les Saracens se qualifient dans un premier temps en finale de la Coupe d'Europe et affrontent les Irlandais du Leinster. Kruis est titulaire en deuxième ligne avec Will Skelton et son équipe s'impose sur le score de 20 à 10,. Il remporte ainsi cette compétition pour la troisième fois de sa carrière. De même en championnat, les Saracens atteignent la finale où ils jouent contre Exeter. George Kruis est de nouveau titulaire aux côtés de Skelton et les siens l'emportent sur le score de 34 à 37,.

### Fin de carrière au Japon (2020-2022)
Après onze années au plus haut niveau en Angleterre, George Kruis quitte son pays pour le Japon où il s'engage avec les Panasonic Wild Knights à partir de la saison 2021. Durant la saison 2022, son équipe atteint la finale du championnat. Pour cette rencontre face au Tokyo Sungoliath, il est titulaire et les Wild Knigts l'emportent sur le score de 12 à 18,. À la fin de la saison, il est élu dans l'équipe type du championnat, puis met un terme à sa carrière à l'issue de celle-ci,.

## Palmarès

### En club
- Saracens
  - Finaliste du Championnat d'Angleterre en 2014
  - Vainqueur du Championnat d'Angleterre en 2018 et 2019
  - Vainqueur de la Coupe d'Europe en 2016, 2017 et 2019
- Saitama Wild Knights
  - Vainqueur du Championnat du Japon en 2021 et 2022

### En équipe nationale
- Angleterre
  - Vainqueur du Tournoi des Six Nations en 2016 (Grand Chelem) et 2020
  - Vainqueur de la Triple Couronne en 2016 et 2020

### Distinctions personnelles
- Membre de l'équipe type du Championnat d'Angleterre en 2016
- Membre de l'équipe type du Championnat du Japon en 2022